# Carmelo Vidal
Carmelo Vidal (fl. XX secolo) è stato un allenatore di pallacanestro italiano.

## Carriera
Ha allenato la Reyer Venezia nelle stagioni 1941-42 e 1942-43, vincendo due scudetti.
È stato presidente del sindacato degli agenti e rappresentanti di commercio della provincia di Venezia.

## Palmarès
- Campionato italiano: 2

Reyer Venezia: 1941942, 1942-43